# Giovanni Bassignano
Giovanni Bassignano, oppure Giovanni Bassignani (Brescia, 1653 – Chiavari, 1717), è stato un architetto e ingegnere italiano.

## Biografia

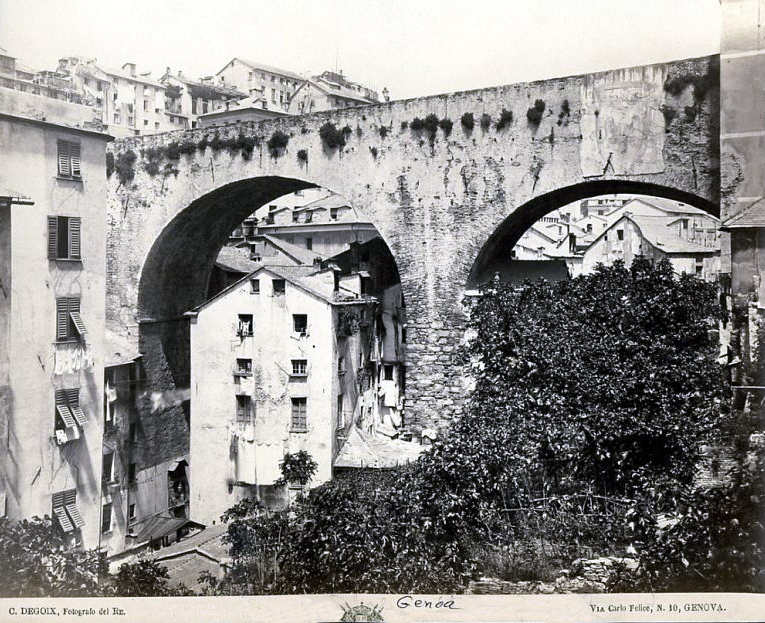
Il ponte di Carignano in una foto del 1875 circa.

Giovanni Bassignano nacque a Brescia nel 1653, in una famiglia di origine presumibilmente piemontese.
Lavorò soprattutto per la Repubblica di Venezia come ingegnere militare, esperto nella progettazione e costruzione di strutture fortificate. Per questa attività diventò noto, al punto che nel 1677 si trasferì in Alsazia, al servizio di Leopoldo I d'Asburgo, per opere militari.
Rientrato a Venezia partecipò alla guerra contro i Turchi, durante la quale fu ferito a Eubea nel 1689.
Bassignano si mise in evidenza per la progettazione e la realizzazione, tra la fine del XVII secolo e l'inizio del XVIII secolo, del palazzo Martinengo Colleoni in via Moretto a Brescia (ora sede del Tribunale), a lui attribuito, dimostrando di aver oltrepassato gli elementi e gli schemi stilistici tipici dei palazzi secenteschi bresciani, come il palazzo Avogadro, ora Bettoni-Cazzago.
Bassignano nella sua opera inserì influenze culturali piemontesi, oltre che lombarde, come mostrò la fronte minore sullo slargo di via Cavour, dal profilo di pianta curvilineo, che potrebbe ricordare il Guarino Guarini di palazzo Carignano a Torino, anche se lo stesso elemento stilistico fu noto anche in Lombardia, presente nella fronte del palazzo del Collegio Elvetico, indi del Senato, a Milano eseguito da Francesco Maria Richini.
Inoltre l'ordinata scansione della fronte maggiore, ispirata allo stile di Filippo Juvarra, che prevalsero anche negli interni (scalone, galleria al piano superiore), così che l'opera di Bassignano si rivelò anticipatrice a Brescia, di una corrente classicista che ebbe molta fortuna nel XVIII secolo, specialmente per merito dell'abate Antonio Marchetti.
Negli ultimi anni risultò attivo a Genova, sempre occupandosi di opere militari, oltre che di opere civili, quali il ponte che conduce alla basilica di Santa Maria Assunta a Carignano, nel centro di Genova, per il quale secondo alcune fonti di storici dell'arte, Bassignano si impegnò esclusivamente della progettazione iniziale del ponte di Carignano, prima di passarla ad un suo collega, il francese Gerard de Langlade.

## Opere
- Progettazione e costruzione di strutture fortificate per la Repubblica di Venezia;
- Progettazione e costruzione di strutture fortificate in Alsazia, al servizio di Leopoldo I d'Asburgo;
- Palazzo Martinengo Colleoni a Brescia (attribuzione);
- Progettazione e costruzione di strutture fortificate a Genova;
- Progettazione iniziale del ponte di Carignano.